# Fulton (Wisconsin)
Fulton – miasto w Stanach Zjednoczonych, w stanie Wisconsin, w hrabstwie Rock.